# Cilka
Cilka je žensko osebno ime.

## Izvor imena
Ime Cilka je različica imena Cecilija

## Pogostost imena
Po podatkih Statističnega urada Republike Slovenije je bilo na dan 31. decembra 2007 v Sloveniji število ženskih oseb z imenom Cilka: 162. Med vsemi ženskimi imeni pa je ime Cilka po pogostosti uporabe uvrščeno na 456. mesto.

## Osebni praznik
V koledarju je ime Cilka uvrščeno k imenu Cecilija, god praznuje 22. novembra.